# Paradiplomacia

Bandera de Quebec, utilizada como insignia de la paradimplomacia y el nacionalismo quebequés. Denota el origen francés de dicha provincia canadiense.

La paradiplomacia se refiere a las relaciones internacionales de los gobiernos locales (gobiernos regionales, provinciales, departamentales, municipales, metropolitanos, etc.) asumida como una política pública y con el objetivo de contribuir con los objetivos y propósitos de la gestión gubernamental local. Se asocia también al concepto de "Cooperación descentralizada".
Todavía no existe un pleno consenso sobre el vocablo paradiplomacia, ya que en algunos países el prefijo para- es indicativo de una actividad que puede ser considerada ilícita (por ejemplo, paramilitar, paraestatal, etcétera). Por eso se considera conveniente regresar a la interpretación originaria, pues Ivo Duchacek entendió el concepto de paradiplomacia a partir de las “entradas directas e indirectas de los gobiernos no centrales al campo de las relaciones internacionales” (Duchacek, 1990: 15), poniendo énfasis en el prefijo para- porque entendía que esta capacidad de los gobiernos locales es “paralela”, es decir, “subsidiaria o accesoria” (Duchacek, 1990: 25) respecto a los gobiernos centrales. 
En síntesis, la paradiplomacia es la acción internacional de los gobiernos no centrales y puede verse como una suerte de democratización de la política exterior al contemplar las necesidades y los intereses de los diferentes niveles dentro de un Estado. Siguiendo la definición de Noé Cornago (2001: 56): “la paradiplomacia puede ser definida como la participación de los gobiernos no centrales en las relaciones internacionales, a través del establecimiento de contactos permanentes o ad hoc con entidades públicas o privadas extranjeras, con el propósito de promover diversos aspectos socioeconómicos o culturales, así como cualquier otra dimensión exterior de sus propias competencias constitucionales”. 
Cada ente subnacional se proyecta de diversas formas y lleva adelante una diplomacia a escala sin interferir con la política exterior del Estado nacional que integra. Una de las formas más comunes que tienen las ciudades de proyectarse es el hermanamiento de ciudades y la participación en redes temáticas. Es característica de una macrorregión.

## Aparición
Inicialmente se consideraba que solamente los Estados formaban parte de la comunidad internacional, posteriormente se agregaron algunas entidades que se encontraban en situaciones particulares, tales como la Ciudad del Vaticano, el Comité Internacional de la Cruz Roja y también, entre otras, las Organizaciones no gubernamentales y las Business International Non Governmental Organizations BINGOs. En el caso de las entidades subestatales (municipios, comunas, provincias, departamentos, etc.) su competencia en el orden internacional resultará de las normas del Derecho interno del Estado al que pertenecen.
Sin embargo, este fenómeno parece ser un aspecto propio del proceso general de mundialización y cambio del estado westfaliano, donde los actores no estatales desempeñan un papel cada vez más significativo en la dinámica internacional. Las fronteras actuales del contacto internacional incorporan, cada vez más, factores públicos y privados en la prosecución de intereses de cooperación y asociación. Las adecuaciones al Derecho Internacional Público y el futuro del sistema de estados como base para el orden político internacional en los últimos siglos se ha abierto al debate.
De génesis reciente, el término “paradiplomacy” compareció en el espacio público gracias al debate académico de Panayotis Soldatos a mediados de la década de los ochenta. Claro que fue el canadiense Ivo Duchacek quien desarrolló el concepto y se convirtió en uno de sus principales teóricos.  De acuerdo con Nahuel Oddone (2016) se pueden registrar cinco grandes encuadres teóricos sobre la paradiplomacia: 1) Desde la perspectiva del actor internacional; 2) Desde la perspectiva de la política exterior y los procesos de toma de decisiones; 3) Desde la perspectiva de desarrollo territorial; 4)Desde la perspectiva de la integración regional y 5) Desde los enfoques de la gobernanza. Todos ellos han confluido en la construcción de un entendimiento sobre el concepto de paradiplomacia.
Así, desde hace unos años hizo su aparición en el área de las relaciones el término "paradiplomacia" para designar a las actividades internacionales de las instituciones no centrales de un país: municipios, estados o regiones, empresas privadas, etc. Si bien la actividad de los grupos subnacionales venía de antes, fue adquiriendo mayor fuerza con el fin de la Guerra Fría. Ocurre que al cesar la bipolaridad, que bajo el argumento de la lucha contra el otro bando justificaba el monopolio del Estado central sobre la política internacional, se abrió paso a una descentralización política y económica de los Estados y a las aperturas democráticas que permiten a las regiones actuar en el escenario internacional, proceso favorecido además por el progreso enorme en las comunicaciones.
La formación de bloques regionales transnacionales como en el caso de la región de Texas (Estados Unidos), Nuevo León, Tamaulipas y Coahuila (México), permite que los temas locales puedan ser abordados directamente por las instancias de la región y no esperar a que el gobierno central decida sobre asuntos alejados a su propia realidad. Este nuevo realineamiento tiende a que el Estado central se encargue de la visión global del país y la paradiplomacia de las necesidades locales.
Se puede hablar de paradiplomacia positiva y paradiplomacia negativa. La primera se da cuando las regiones actúan dentro del marco global y permite una complementariedad de las acciones gubernamentales. La segunda responde a los fenómenos que pueden ir desde la búsqueda de una mayor autonomía o inclusive el separatismo no siempre utilizando métodos democráticos, a simplemente acciones erróneas en el plano internacional que van en detrimento de la política general de la Nación. Esta interpretación negativa de la paradiplomacia se conoce como protodiplomacia.

### Paradiplomacia y protodiplomacia

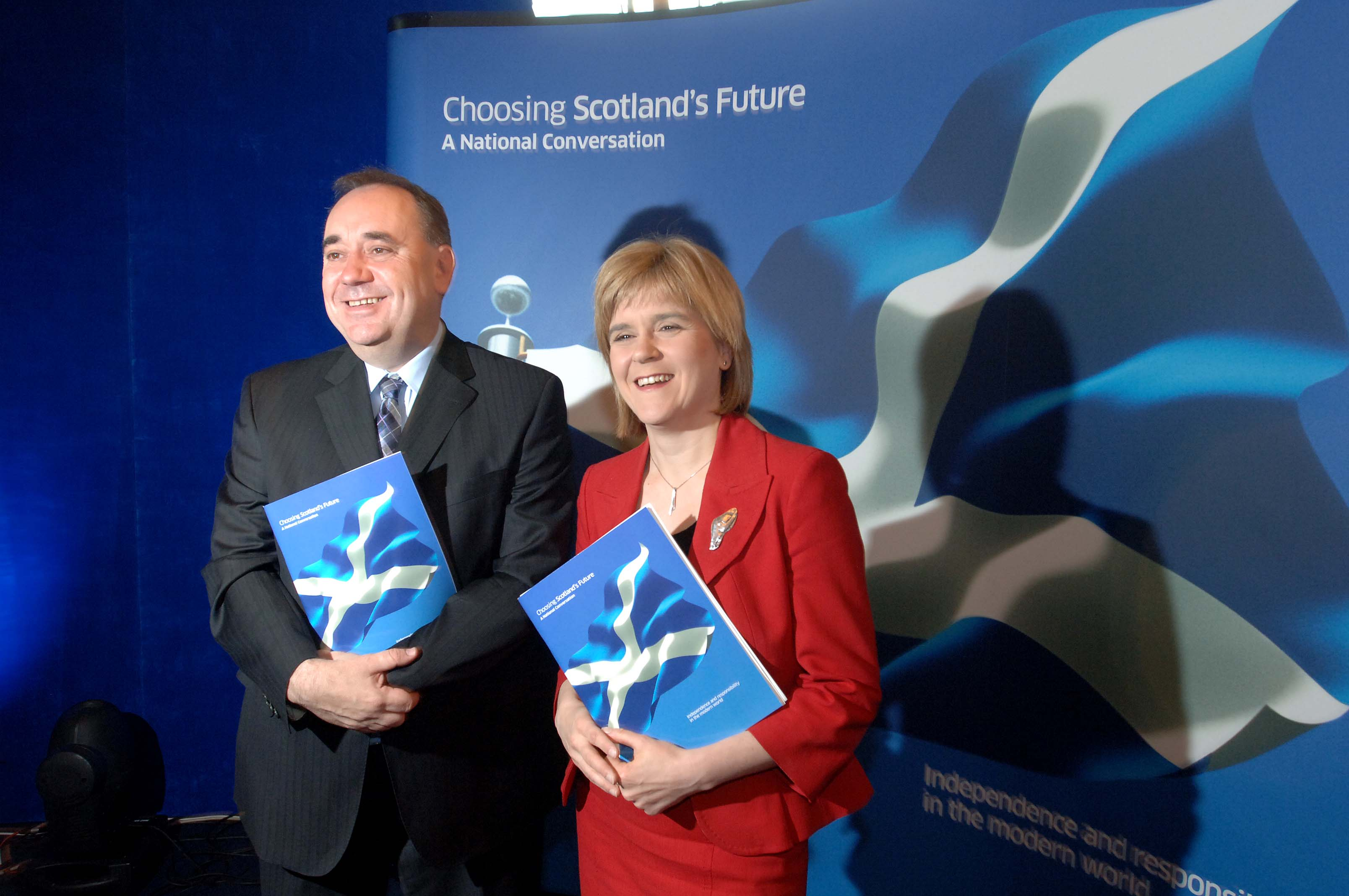
El primer ministro escocés Alex Salmond y la vice primera ministra durante el anuncio del plan de referendo para Escocia, en 2007.

Según Zidane Zeraoui, "cuando una región busca consolidar su imagen internacional, hablamos de paradiplomacia identitaria. La unidad sub-nacional quiere proyectar una cierta marca territorial o ciertos rasgos particulares del territorio. El reforzamiento identitario puede tener su origen en el desarrollo de una imagen regional para promoción del territorio o simplemente como una táctica para posibiltar el rescate de los valores locales. La marca regional está vinculada con este tipo de paradiplomacia, que no solamente tiene un valor simbólico.
La diplomacia convergente, por ejemplo, representa una paradiplomacia de la región complementaria de la política nacional, mientras que la protodiplomacia es una paradiplomacia con visos al separatismo. Sin embargo, cuando este impulso se lleva a sus extremas consecuencias, es decir, a la imposición de una identidad regional como paso previo a la ruptura con el Estado nacional, estamos frente a una protodiplomacia."

## Paradiplomacia según los países

### Argentina

#### La Constitución Nacional
En Argentina como Estado federal las competencias de la Nación, las provincias y la Ciudad Autónoma de Buenos Aires están fijadas en primer término por la Constitución Nacional. El art. 124 faculta a las provincias a "celebrar convenios internacionales en tanto no sean incompatibles con la política exterior de la Nación y no afecten las facultades delegadas al Gobierno nacional o al crédito público de la Nación; con conocimiento del Congreso nacional. La ciudad de Buenos Aires tendrá el régimen que se establezca a tal efecto". 
Otras normas establecen en forma concreta aspectos reservados a la autoridad federal, tales como la legislación aduanera y los derechos de exportación e importación (art. 75 inc. 1* y art. 126), aprobación de tratados de integración que deleguen competencias y jurisdicción a organizaciones supraestatales (art. 75 inc. 24) y normas sobre navegación interior o exterior (art. 126) por lo que resulta implícito que tampoco podrían celebrar tratados sobre dichas materias.
La conducción de las relaciones internacionales corresponde exclusivamente a la Nación, lo que se expresa en la prohibición a las provincias de nombrar o recibir agentes extranjeros (art. 126) y la facultad correlativa del Poder Ejecutivo Nacional de designar embajadores, ministros plenipotenciarios y encargados de negocios con acuerdo del Senado (art. 99 inc. 7) y de concluir y firmar tratados, concordatos y otras negociaciones requeridas para el mantenimiento de buenas relaciones con las organizaciones internacionales y naciones extranjeras, recibir sus ministros y admitir sus cónsules (art. 99 inc. 11).

#### Las constituciones provinciales
Las provincias están autorizadas a darse su propia constitución con sujeción a las normas de la Constitución nacional (arts. 5 y 123 de la C.N.).
En un cierto número de constituciones provinciales se han incorporado cláusulas relativas a temas atinentes a las relaciones internacionales tales como la integración latinoamericana (Salta y San Luis), declaraciones internacionales de derechos (Neuquén y San Juan), Islas Malvinas (Formosa), acuerdos internacionales (La Rioja, Catamarca, Córdoba, Formosa, Jujuy, Tierra del Fuego, San Luis, Chaco y La Pampa).

#### Ubicación de las provincias en el marco legal descrito
La supremacía de la Constitución Nacional (art. 31 C.N.) determina el marco dentro del cual pueden actuar las provincias, por lo cual la circunstancia de que las normas de algunas constituciones provinciales invadan temas reservados a la Nación no tiene ninguna relevancia práctica, máxime cuando se trata en su totalidad de cláusulas de las denominadas programáticas, esto es que son meras intenciones o pautas dirigidas al legislador pero que solamente tienen eficacia en tanto sean recogidas por la legislación. La explicación acerca de la existencia de estas cláusulas que no tienen posibilidad de ser aplicadas habría que buscarlas seguramente en la ignorancia o en la demagogia de sus autores, así como en la tendencia que se ha dado en algunas provincias de sancionar extensas constituciones con previsiones que se sabe resultan innecesarias (aquellas normas, por ejemplo, que repiten derechos que ya acuerda la Constitución Nacional) o que expresan meras intenciones que el legislador puede pasar por alto sin problemas.
En definitiva, más allá de lo que puedan decir estas constituciones, las provincias sólo pueden actuar en la materia internacional -al igual que en las otras- en la medida que la Constitución Nacional lo permita, para lo cual deben cumplirse tres condiciones: 
- Que no sean incompatibles con la política exterior de la Nación
- Que no afecten las facultades delegadas al Gobierno Federal
- Que no afecten el crédito público de la Nación.

Dicho en otras palabras, esos convenios no pueden entrar en conflicto con tratados internacionales celebrados por el Estado Nacional; deben versar sobre materias que sean de competencia subnacional sin que puedan contraponerse a otros en que el Estado Nacional sea parte y por último, estos actores no podrán comprometer a la Nación en materia de endeudamiento internacional salvo que ella se obligue en calidad de avalista.
Estos convenios podrían celebrarse con actores internacionales -públicos o privados-, (Estados, provincias, comunidades, intendencias, ayuntamientos, etc), en tanto que sean unidades políticas que conforman Estados nacionales extranjeros; empresas, organismos de asistencia técnica e internacionales de crédito.

### España
Las distintas Comunidades autónomas realizan una paradiplomacia bastante activa, especialmente las llamadas comunidades históricas. Se ha criticado el gasto que genera este tipo de política.